# Republik Danzig
Die Republik Danzig war ein von Napoleon errichteter, von 1807 bis 1814 existierender Stadtstaat, der das Gebiet Danzigs und dessen Umgebung sowie als Exklave die Halbinsel Hela umfasste.

## Geschichte
Nach der Niederlage Friedrich Wilhelms III. gegen Napoleon I. in der Schlacht bei Jena und Auerstedt musste Preußen das erst mit der Zweiten Polnischen Teilung erworbene Danziger Territorium im Tilsiter Friedensvertrag vom 7. und 9. Juli 1807 Frankreich zur Verfügung stellen. Das geschah nach einer Belagerung der Stadt durch französische Truppen von Mitte März bis zum 27. Mai 1807, dem Tag der Übergabe.
Am 21. Juli 1807 wurde die Stadt nebst angrenzendem Gebiet an der Weichselmündung zur Republik Danzig ausgerufen. Nach Artikel 19 des Tilsiter Friedensvertrages war Danzig in einem Umkreis von zwei deutschen Meilen von Napoleon I. zur Freien Stadt unter dem Schutz der Könige von Preußen und Sachsen erklärt worden. Der sächsische König Friedrich August I. war dabei zugleich Herzog des Herzogtums Warschau. Faktisch lag die Macht beim französischen Gouverneur Jean Rapp. 
Nach dem Scheitern von Napoleons Russlandfeldzug und dem verlustreichen Rückzug der Grande Armée waren rund 33.000 französische und polnische Soldaten in die Festung Danzig geflüchtet. Die ihnen nachsetzende russische Armee begann Ende Januar 1813 mit einer rund zehnmonatigen Belagerung. Die französische Besatzung kapitulierte am 29. November, am 2. Januar 1814 zogen die Überlebenden ab. Gemäß den Vereinbarungen des Wiener Kongresses wurde die Freie Stadt Danzig noch im selben Jahr mit der preußischen Provinz Westpreußen wiedervereinigt (Regierungsbezirk Danzig).

## Grenzen
Der Gränztractat vom 6. Dezember 1807 umschrieb die Abgrenzung gegenüber Preußen. Danach umschloss das Gebiet der Freien Stadt Danzig etwa das der späteren preußischen Kreise Danziger Höhe und Danziger Niederung. Im Nordosten umfasste es noch den Ort Narmeln auf der Frischen Nehrung, während im Westen Zoppot preußisch blieb.
Da Danzig gehalten war, auf eigene Kosten einen Leuchtturm an der Spitze der Halbinsel Hela und bei Rukokowa zu unterhalten, gehörte auch diese Halbinsel zum Gebiet der Freien Stadt Danzig.

## Herzog von Danzig
Neben den preußischen und sächsisch-polnischen Schutzmächten bzw. dem französischen Gouverneur Jean Rapp und trotz des republikanischen Charakters der Freien Stadt gab es im Französischen Kaiserreich den mit keiner realen Macht in Danzig verbundenen Titel eines Herzogs von Danzig (duc de Dantzig). Träger des Titels war der Marschall François-Joseph Lefebvre, der diesen 1807 als Titularherzog nach der von ihm geführten erfolgreichen Belagerung von Danzig erhielt. Ein Herzogtum Danzig existierte nicht.

## Münzsystem
Es wurden nur Kleinmünzen im Wert von einem Groschen und einem Schilling, beide in Kupfer, geprägt.

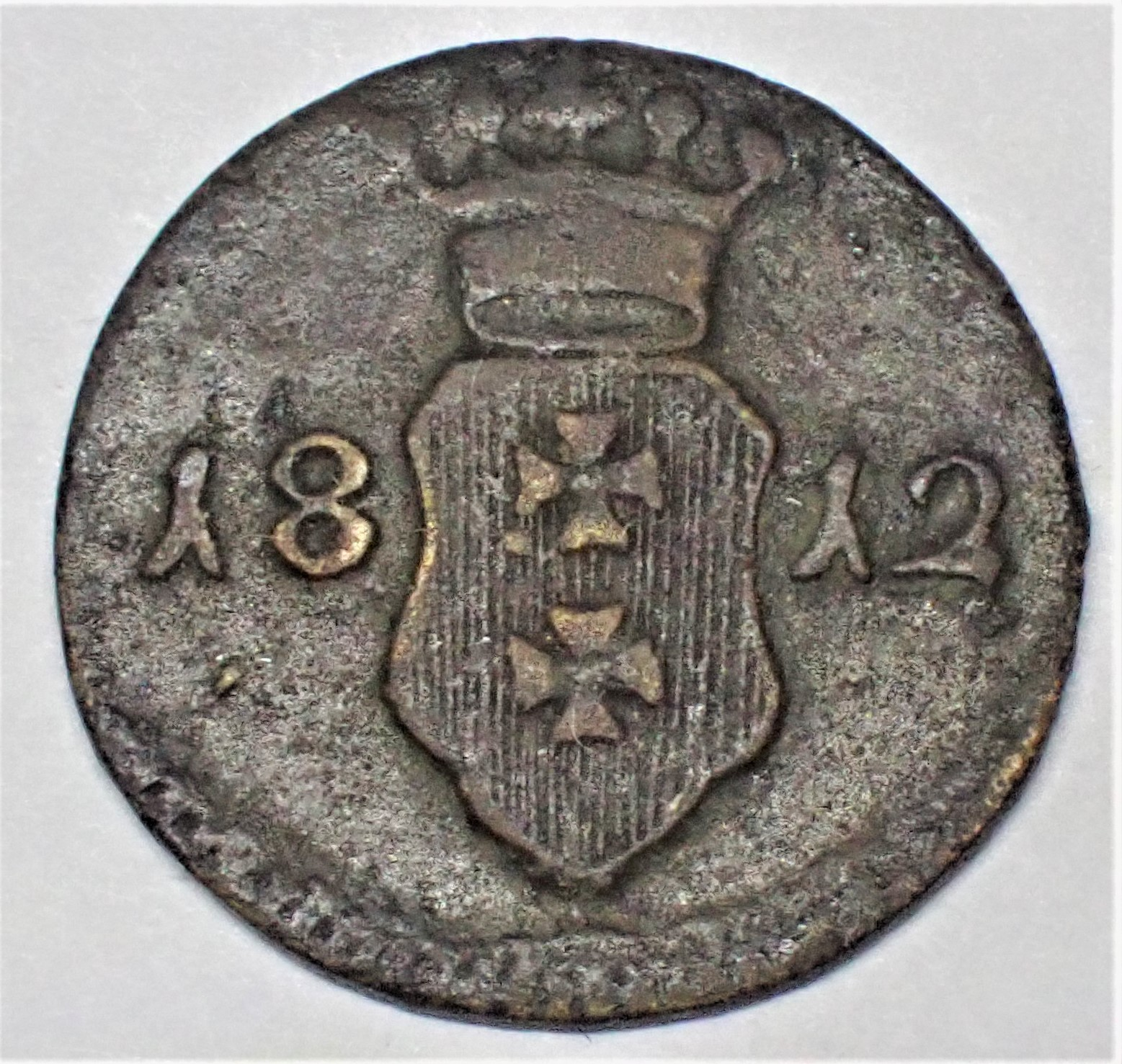
Danziger Schilling von 1812, Wappenseite

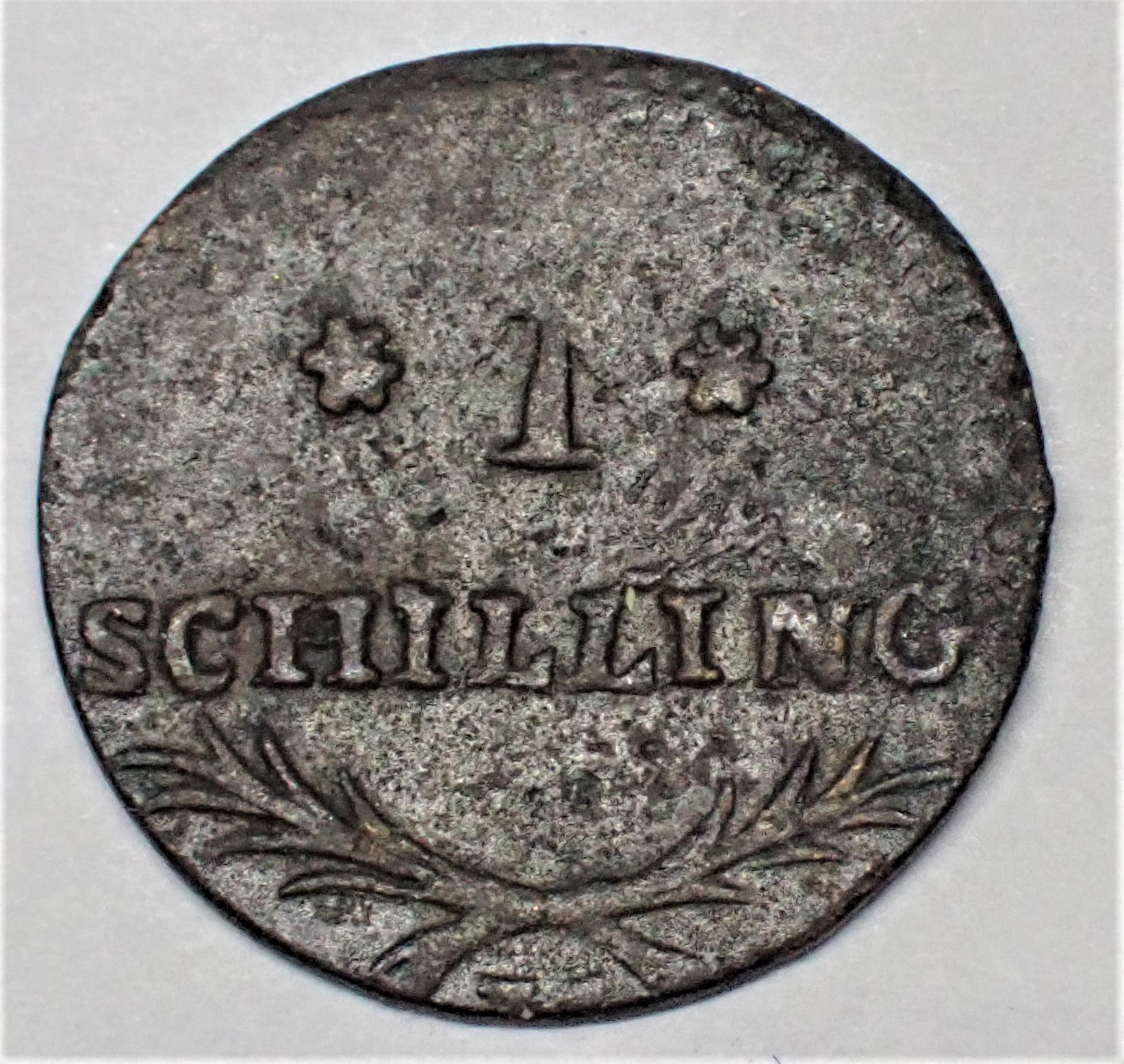
Danziger Schilling von 1812, Wertseite